# Casa consistorial de Villamayor de Santiago
La casa consistorial de Villamayor de Santiago és un edifici renaixentista del segle xvi situat a la plaça de la Vila de la localitat espanyola de Villamayor de Santiago, seu de l'ajuntament del municipi homònim. Antigament va ser usat com a presó.
Es tracta d'un edifici de paredat amb carreus als cantons, de planta rectangular, amb dos pisos i un soterrani i amb coberta a quatre aigües.
Compta amb porxes amb arcs de mig punt recolzats sobre columnes que deixen dos buits oberts per a l'entrada a una sala inferior. Tres balconades s'obren a la primera planta, i a la planta baixa hi ha tres portades amb arcs de mig punt. Sobre la porta principal s'observa l'escut reial de Castella, amb els símbols dels regnes de Castella, Lleó i Granada.
A l'interior destaca el seu enteixinat de fusta i els llums forjats amb l'escut del municipi al saló de sessions.